# Lars Hermansson Fleming
Lars Hermansson Fleming, född under 1500-talet, död 1602, var en svensk militär.

## Biografi
Lars Fleming var son till ståthållaren Herman Fleming på Narvä och Gertrud Håkansdotter. Han blev 1573 student vid Rostocks universitet och 1579 slottsloven på Nyslott. Fleming blev 1581 fänrik vid kennefanan och förde 1590 befäl över fanan. Fleming blev 18 mars 1593 slottsloven på Kexholms fästning och 14 oktober 1597 ståthållare på Åbo slott. Han flydde 1599 till Estland och återvände sedan till Finland. Fleming avled 1602.

### Egendom
Fleming ägde Villnäs i Villnäs kapellförsamling.

### Familj
Fleming gifte sig 8 september 1584 på Kankas med Anna Henriksdotter, dotter av fältöversten Henrik Klasson Horn af Kanckas och Elin Arvidsdotter (Stålarm). De fick tillsammans barnen Margareta Fleming som var gift med ståthållare Erik Ulfsparre af Broxvik, överståthållaren Klas Fleming (1592–1644), Anna Fleming (död 1632) som var gift med ståthållaren Claes Boije af Gennäs och överstelöjtnanten Erik Boije af Gennäs och Kerstin Fleming (död 1641) som var gift med översten Isak Silfversparre. Efter Flemings död gifte Anna Henriksdotter om sig med ståthållaren Tönne Göransson på Kexholms fästning.